# سبانسيري المنخفضة
سبانسيري المنخفضة رمزها «LB» (بالإنجليزية: Lower  Subansiri)‏ ، هو تقسيم إداري لدولة الهند تتبع ولاية أروناجل برديش (بالإنجليزية: Arunachal  Pradesh)‏ ، مركزها
هو مدينة زيرو (بالإنجليزية: Ziro)‏ عدد سكانها حسب تعداد سنة 2001 هو 97,614 ، مساحتها 10,135 كم² وكثافة السكان 10 لكل كم² .